# لیشنگک دوژه
لیشنگک دوژه (به لاتین: Liśnik Duży) یک روستا در لهستان است که در گمینا گوشچیرادوو واقع شده‌است.